# 公用文作成の要領
公用文作成の要領（こうようぶんさくせいのようりょう、昭和27年4月4日内閣閣甲第16号）は、公用文の表記の改善を目的として1952年（昭和27年）4月4日に内閣閣甲第16号として内閣官房長官が各省庁の次官宛てに発出した依命通知（指示文書）である。現在は廃止されている。
「公用文作成の要領」は、2022年に廃止された。2022年（令和4年）1月7日に、文化庁、文化審議会は、「公用文作成の要領」（昭和26年 国語審議会建議）にかえて政府における公用文作成の手引として周知・活用されることを目指して「公用文作成の考え方」を文部科学大臣に建議した。この建議を受けて2022年（令和4年）1月11日に「「公用文作成の考え方」の周知について」が内閣官房長官から各国務大臣に宛てて通知された。この通知によって昭和27年4月4日内閣閣甲第16号は廃止された。

## 概要
「公用文作成の要領」は、1952年（昭和27年）4月4日付け内閣閣甲第16号（内閣官房長官から各省庁次官宛ての依命通知）として作成され、全官庁に対して発出された通達の別紙である（以降ではこの通達と呼ぶ）。元は、1951年（昭和26年）10月30日付け文調国第369号「公用文改善の趣旨徹底について」の別冊2として作成された。昭和20年代に行われたさまざまな国語改革政策の一環として、また政治・行政の民主化の一環として、さまざまな公文書を「官庁自身や一部の専門家のためのもの」から「広く国民全般のためのもの」に改めることを目的としていた。
「公用文作成の要領」は、翌1952年に『公用文改善の趣旨徹底について(依命通知)』（内閣閣甲第16号、昭和27年4月4日）の別紙として内閣官房長官から各省庁次官に通達された。その後、1981年、1986年、2010年に必要な読替えや省略がなされている。ほかの通常の通達と同様に、法令や告示とは異なって官報に掲載されることもなかったが、文化庁編集の『公用文の書き表し方の基準 資料集』をはじめとする数多くの市販の書籍に収録され（節「参考文献」を参照）、一般に公開されている。文化庁のWebサイトにも全文が掲載されている。
この通達は、2022年（令和4年）1月11日の内閣官房長官による各国務大臣宛ての通知によって廃止されたので、現在は無効である。代わりに、文化庁の国語分科会が決定した「公用文作成の考え方」（令和4年1月7日）が発効している（詳細は節 5「有効性」を参照）。しかし、現時点でもこの通達の規定は「現在有効な国語表記の基準に反しない限り」有効であるとほぼ異論なく受け取られていて、現在でも参照すべきものとして数多くの一般の出版物などにも収録されている（項 5.1「この通達の現時点での有効性」）。
この通達は、役所内部の指示文書なので、本来は公文書の場合に有効である。一般の国民に対しては、役所に文書を提出するといった場合も含めて直接の拘束力があるわけではない。しかし、公文書以外でも論旨を明確に伝達することが望ましいとされる企業が業務上作成するビジネス文書（社用文、商用文など）や報道機関（新聞など）においても従うことが望ましい基準であるとされることが多い（項 5.2「本来の適用範囲以外への適用」）。
この通達の内容は、次のとおりである（節 4「内容」）。
- 第1  用字用語の通則
万人にわかりやすい平易な表現をする。漢字や仮名の使用の具体例。
- 第2  文体の通則
口語体を用いることを原則とする。文章はなるべく短くする。
- 第3  書式や文書の様式に関する通則
左横書きにする。左横書きにはアラビア数字を用いる。並び順は五十音順とする。
- 付録
送りがなの通則と用例

この通達が実施されている状況は、次のとおりである（節 6「この通達の実施状況と批判」）。
1. 公用文の左横書き化 - かなり普及しているものの、公文書の一部にも縦書きのままの文書がある。
2. 漢字使用 - 人名と地名は差支えのない限り仮名書きにしてもよいが、普及していない。
3. 常用漢字への限定 - 常用漢字への限定はかなり普及したが、逆に常用漢字などが増えてきている。
4. 横書き用読点「，」 - 読点としてのコンマの使用は、公文書でもあまり行われていない。
5. 言い換え例 - 多数の言い換え例が挙げられているが、ほとんど実施されていないものがある。
6. 人名・件名の並べ方 - いろは順ではなく五十音順にすべきという趣旨は普及している。
7. 箇条書きの階層 - 箇条書きの各階層の項番は、規則が明確でなく、統一には至っていない。

## この通達成立までの公用文改革の歴史

### 近代以前の公用文
日本では中国から律令制を取り入れて以来、律令を代表とする法令や六国史を代表とする国史などの国が作る正式な文書で使用する文字は真名（漢字）であるとされてきた。平安時代に成立したかな文字はあくまで女子供の使う文字であり、漢字とともにかな文字が使用される漢字かな交じり文はあくまで私的な場面や非公式の場面でのみ使うべきものであって正式な場面で使うべきものではないとされてきた。ただし、これらの日本の公式文書で使われていた漢文には中国で使われていた正式な漢文と比べると若干異なる日本独自の習慣もある（これらは和臭、和習、倭臭、倭習などと呼ばれ、すでに日本書紀などにも見ることができる）ことから、変体漢文、記録体、疑似漢文・国風漢文・漢文体などと呼ばれることもあった。中世（鎌倉時代から戦国時代）に入ると、律令体制が崩れていったことなどに伴い漢文の修養を十分に受けることができなかった者が法令を書くことがあったり、一般庶民に周知されることを重視した御触書などの一部の法令には漢字仮名交じり文が使用されるなど若干崩れてきた面はあった。近世（江戸時代）に入ると儒学（朱子学）を代表とする漢文を重要視する学問の隆盛に伴って、再び法令をはじめとする正式な公用の文章はあくまで漢文であるとされてきた。

### 明治時代の公用文改革
明治新政府によって法制度の中身が中国に由来する律令制から西洋に由来する近代法制に大きく変わったのに伴い、法令の表記も漢文から漢字かな交じり文に大きく変わっていった。この改革は、明治政府の中枢に漢文の十分な教育を受ける機会のなかった薩摩や長州の下級武士層が数多く入ってきたことと関連しているとされることもあるが、前島密による漢字御廃止之議など、幕末から明治にかけて唱えられた国語改革も公用文の改革を主要な対象として考えていたと見られ、明治政府の行った法令文の表記改革もそれらの影響をうけているとする見解もある。ところが、江戸時代から明治時代にかけては社会の変化、さらには言文一致運動などの影響もあって、一般社会で通常使用される日本語がどんどん変わっていくことになった。漢文からは大きく変わった漢文訓読体と呼ばれる当時の公用文の文体も、知識階級の人々によって書き言葉としては一般社会でもそれなりに使われてはいたものの、当時の一般の人々が日常使う話し言葉や書き言葉と比べると、漢文臭の非常に強い読みにくいものであった。したがって、法令や公用文の文体をさらに分かりやすいものに改めて行かなければならないとする動きは何度か起こっていた。明治民法典の起草者の1人であり「日本民法の父」と称された穂積陳重は、その著書『法典論』の中で、法典の文体について、おそらくは当時としては主流であったと考えられる「教養の無い一般大衆が容易に理解できるようなやさしい文体の法令は、法令としての威厳を損なうものである。」といった考え方を批判する形で近代的な法治主義と関連付けて「法典の文体は専門家だけが理解できるものであってはならず、一般大衆が理解できるものでなければならない」という主張を展開している。
戦前にさまざまに検討された漢字制限論も歴史や伝統を重んじる保守的傾向の人々からの抵抗が強かったが、公用文を対象にする場合にはさらに、天皇や皇室に関連する言葉の言い換えが重要な問題になった。これらの言葉を別の漢字や仮名に言い換えることについての抵抗が強く、中でも「不磨の大典」とされた大日本帝国憲法で使われている言葉・漢字や「教育勅語」や「軍人勅諭」といった「天皇のお言葉」の中で使われている言葉や漢字について正式に改正することなく臣民である自分たちが勝手に別の言葉や漢字に言い換えることなど制度的にできないとする主張を覆すことは困難であった。したがって、紆余曲折の上成立した当時の漢字制限のための漢字表には皇室関係の用語に使用される漢字などが一般生活での使用頻度とは関係なく入ることになり、それらの漢字表をもとに戦後になって限られた時間の中で改めて作成された当用漢字表にも天皇の自称である「朕」といった字が入っているなど、その影響が残っており、さらには当用漢字表を改正する形で制定された常用漢字表にもその影響が一部に残っている。

### 大正15年の内閣訓令
法令や公用文を分かりやすいものにすべきであるという1925年（大正14年）12月に行政審議会から出された「法令形式ノ改善ニ関スル件」を受けて1926年（大正15年）6月1日には、法令文について内閣訓令「法令形式ノ改善ニ関スル件」（閣訓号外・官報登載）が発出された。この訓令は、
「現今ノ諸法令ハ往々ニシテ難解ノ嫌アリ。其ノ原因ガ内容ノ複雑ナルニ存スル場合ナキニアラザレドモ、記述ノ方法ヨリ來レルモノ亦少カラズ。」
今の諸法令は必要以上に難しすぎる。その原因が法令の内容が複雑であることが原因である場合もあるが、記述の方法が原因である場合も少なくない。との認識の下で、
「自今法令ノ形式ヲ改善シテ文意ノ理解ヲ容易ナラシムルコトニ力ムルハ時勢ノ要求ニ応ズル所以ノ道ナリト信ズ。」
これからは法令の形式を改善して理解を容易なものにすることは時代の要求にこたえるものであろうとして法令の形式の改善を図ろうとするものであった。その第1号において、
「法令ノ用字、用語及ビ文体ハナルベク之ヲ平易ニシ、一読ノ下容易ニ其ノ内容ヲ解セシメンコトヲ期スベシ。」
との方針の下で、当時の公用文の用字の基本的形態である文語体や漢字片仮名交じり文を変えようとするものではなかったものの、次のことを定めていた。
- 特殊な場合以外使われていない濁音の仮名を積極的に用いること。
- 句読点、括弧およびこれに類する符号を用いること。

なお、本訓令の第2号以下では「多数に法令において文章の簡約を旨としているために、法文を理解するためには長文の注釈を加え、複雑な推論を必要とするものが多くあり、中には解釈上の疑義が生じたり見解の差異を生じたりするものもある。」との認識の下で、次のことを定めていた。
- 法の動機、理由、目的等を明記すること。
- 例示や図解を書き加えたり、標準となる書式を示したりすること。
- 大法典では目次を付けたり章節を分けたりすること。

ただし、これ以後、この訓令に従おうとする動きは若干は見られたものの、大きな動きにつながることはなかった。

### 軍部と公用文（国語）表記改革
軍部は当初はこの公用文の表記改革の問題については保守的立場をとる勢力の代表格であり、「威厳を保つ」ことを重要視して、さまざまな公式発表や兵器の名称など内部で使用される用語についてもことさらに難しい漢字・難しい用語を使用していた。しかし、当時あった徴兵制度に基づいて次から次へと入ってくる十分な教育を受けていない新兵を速やかに教育する必要があった上、昭和10年代に入ってから日中戦争の拡大に伴って国家総動員状態になり、新たに入ってくる兵士の教育状態が低下する一方となった。そのようにして入ってきた新兵の中には漢字で書かれた兵器の名称などを正しく読み、理解することすらできない者も多く、それが原因で事故が続発する事態となった。軍部は早急な国語の簡易化の必要に迫られることとなったので、一転して国語改革推進の立場に立つことになり、陸軍省は1937年（昭和12年）12月に「用語統一に関する訓令」を、また1940年（昭和15年）2月29日には使用する漢字を1,235字種に制限した「兵器名称及び用語の簡易化に関する通牒」を発出し、用語の簡易化をはかっている。

### 憲法改正草案
本格的に公用文の表記を改善しようとする動きが起きたのは1946年（昭和21年）4月17日に公表された憲法改正草案からである。日本国憲法につながる新憲法の草案は1946年3月6日に公表された「憲法改正草案要綱」までは、内容的には主権在民、象徴天皇制、戦争の放棄などを規定したほぼ現在の日本国憲法と同じものになっていたものの、大日本帝国憲法と同じ文語体・漢字片仮名交じり文で書かれていた。しかし、1946年3月26日に「国民の国語運動連盟」が内閣総理大臣幣原喜重郎に対して次の7項目からなる「法令の書き方についての建議」を提出したことによって本格的な法令・公用文の表記方法の改革が始まることになる。
1. 文体は口語体とすること。
2. 難しい漢語はできるだけ使わないこと。
3. わかりにくい言い回しを避けること。
4. 漢字はできるだけ減らすこと。
5. 濁点、半濁点、句読点を用いること。
6. かなは平仮名を用いること。
7. 行を改めるときは書き出しの一文字を下げること。

なお、「国民の国語運動連盟」とは、カナモジカイと山本有三がその自宅に開設した三鷹国語研究所を中心として日本ローマ字会、日本エスペラント学会、言語文化研究所（日本語教育振興会の後身団体）、国語文化研究所など、さまざまな立場の国語改革運動団体33団体が集まって1946年3月26日に結成された国語学者安藤正次を代表とする団体である。同連盟は、多くの国民の意見を反映した組織であるとする権威付けのために、結成に当たってあまりにも広範な立場の団体を集めてしまったために組織としての性格や目標が不明確になものになってしまった。また逆に、この連盟の活動の中心的役割を担っていたローマ字化論者やカナ文字化論者の立場から見ると、「漢字仮名交じり文の範囲の中での改革」という当時実際にとられていた方針は、彼らにとっては自分たちが本来やりたいこととは異なる不満足なものであり、あくまで妥協の産物としての一時的・過渡的なものとしてのみ承認できるものに過ぎなかったため、しばしば出身母体となった団体の中で「妥協の産物である漢字仮名交じり文という段階を脱し、一日も早く全面的なカナ文字化やローマ字化へ移行するべきである。」といった動きが起こるなど、この連盟を通しての活動は出身母体となったローマ字化運動やカナ文字化運動の組織内からの安定した全面的な支持を得ていたものではないという問題も存在した。そのため、この「国民の国語運動連盟」は、設立当初こそ活発に活動したものの、実態は組織の中心となった山本有三らの個人的な立場に基づく活動の権威付けのための道具的な性格の強いものなってしまい、組織としての活動を軌道に乗せることが出来ないままに、まもなく自然に消滅してしまった。
当初政府はこの提案を受け入れることに難色を示していたが（ただし、もともと法制局（現内閣法制局）の内部において一部に口語体化すべきではないかとの見解をもつ者もいたので、ごく非公式にではあるが口語体化が検討されていたとされている）、この提案を日本の民主化のために国語改革が必要だとして日本語表記のローマ字化まで視野に入れていたGHQが支持したことによって政府は方針転換し、憲法をはじめとする法令を口語化していくことになった。なお、憲法草案の口語体化の作業自体も、最初は「国民の国語運動連盟」の山本有三が手がけている。内閣法制局ではこの憲法改正草案を公表するに当たって、内容についての説明とは別に「憲法改正草案の文体等の形式に関する説明」という憲法改正草案の文体などについて説明した文書を公表しており、それには次の内容が含まれている。
1. 文体は口語体を採用する。
2. 用語は努めて難解な字句を避け、やむを得ないものを除いてはできるだけ平易なものを使用する。
3. 用字について、仮名は平仮名を使用する。連体詞、助詞、助動詞、動詞などは仮名書きする。
4. 句読点は理解に資するように豊富に用いる。
5. 送りがなは誤読のないように留意して使う。
6. 改行の際には1字下げを行う。
7. 法文としての正確さを保つため、「及び」、「並びに」、「又は」、「若しくは」等の用法は従来どおりとする。

これらは当時としては画期的であって、現在の「公用文作成の要領」（この通達）につながっている。

### 憲法改正草案からこの通達制定までの動き
「憲法改正草案の文体等の形式に関する説明」に含まれていた法令文・公用文改善の方針は、その後様々に検討され修正を受けた。
- 1946年（昭和21年）4月18日[注釈 2]「各官庁における文書の文体等に関する件」（次官会議申し合わせ事項）
- 1946年（昭和21年）6月17日「官庁用語を平易にする標準」（次官会議申し合わせ事項）
- 1946年（昭和21年）12月9日内閣閣甲第418号「公文用語の手引き」（次官会議申し合わせ事項）
- 1948年（昭和23年）6月21日内閣閣甲第255号「官庁の用字・用語をやさしくすることについて ― 改訂公文用語の手引き」（次官会議申し合わせ事項）
- 1949年（昭和24年）4月5日内閣閣甲第104号「公用文作成の基準について」（次官会議申し合わせ事項）
- 1951年（昭和26年）10月30日文調国第369号「公用文改善の趣旨徹底について」

これらが、1952年（昭和27年）4月4日付のこの通達につながっている。これらの検討と修正の作業は、次のような組織が行った。
1. 文部省用語改良打合会 - 1946年（昭和21年）4月に設置され、同年6月まで全6回開催された（第2回からは「官庁用語改良打合会」に改称）。
2. 「官庁用語便覧」編集協議会 - 1946年（昭和21年）6月に設置され、同年7月から12月まで全12回開催された（後に「『公文用語のてびき』編集協議会」に改称）。
3. 公用文改善協議会 - 1948年（昭和23年）6月15日から1949年（昭和24年）3月31日まで活動した。
4. 国語審議会公用文法律用語部会 - 1950年（昭和25年）1月30日の国語審議会第3回総会で設置され、1951年（昭和26年）10月23日の国語審議会第12回総会で活動を終えた。

これらの組織には、時期によって多少の違いはあるものの、各省庁の代表者と有識者だけではなく立法機関、司法機関、地方自治体を代表する委員や新聞社、日本放送協会などマスコミを代表する委員、商工会議所など産業界を代表する委員も参加しており、中でも公用文改善協議会は当時の内閣官房長官である佐藤栄作（後の内閣総理大臣）が自ら会長を務めていて、新しい公用文の表記のルールの確立が国民的関心の高い政治課題でもあったことをうかがわせている。

## この通達成立後の公用文改革の歴史
この通達は、制定後通常の通達と同様に名宛となっている各官庁に文書の形で伝達され、制定後間もない時期に各官庁内で周知されただけでなく、『公用文の書き方 資料集』などの市販されたいくつかの書籍にも収録されたり、この通達を解説する書籍も出版されたりしたことにより、その存在と内容が広く知られるようになった。これらのことから、後述のように部分的には様々な問題を含んでいたものの、「公用文を口語体の漢字ひらがな交じり文にする」といったこの通達の多くの規定は順次実施されるようになっていった。

### この通達制定後の国語表記の動向
この通達制定後も国語表記改革の作業は進められ、その成果として次のような様々な告示・訓令・通達などが発出され続けた。
- 1954年（昭和29年）11月　法令用語改善の実施要領
- 1956年（昭和31年） 7月　同音の漢字による書き換え
- 1959年（昭和34年） 7月　送り仮名の付け方
- 1973年（昭和48年） 6月　（改定）送り仮名の付け方、当用漢字音訓表
- 1981年（昭和56年）10月　常用漢字表
- 1986年（昭和61年） 7月　（改定）現代仮名遣い
- 1991年（平成 3年） 6月　外来語の表記
- 2000年（平成12年）12月　表外漢字字体表
- 2010年（平成22年）11月　（改定）常用漢字表

これらの告示・訓令・通達等の中にはこの通達で定めている事項について、この通達が定めた内容と異なると見られる内容を定めているものも含まれていたので、それらとの整合性が問題になった。通常の法令の場合、制定後に内容が矛盾する別の法令が制定されたような場合には改正や廃止の手続きがとられており、例えば1981年（昭和56年）10月1日に内閣告示および内閣訓令によって当用漢字に代えて常用漢字が制定された際には、当用漢字に関する内閣告示および内閣訓令は廃止され、この通達と同じように当用漢字に関連する規定を含んでいたいくつかの告示・訓令は改正されたり新たに制定し直されたりした。また通達についても、同日の事務次官等会議において「公用文における漢字使用等について」が申し合わされ、「法令用語改善の実施要領」（昭和29年11月25日法制局総発第89号）は「法令用語改正要領の一部改正について（通知）」（昭和56年10月1日法制局総発第142号）によって必要な改正が行われている。
しかし、この通達については当用漢字を定めた内閣告示・内閣訓令に基づいて「第1 用語用字について」の「2 用字について」の中で使用してもよい漢字を当用漢字に限る旨の定めがあったにもかかわらず常用漢字制定時を含めて制定以後一度も直接には改正されず、廃止もされなかったので、これらとの関係は解釈に委ねられることになった。
通常、ある時点で定められた法令の内容とそれより後に定められた法令の内容が両立しない場合、「後法は前法を破る」とする原則によって後に制定された法令が優先されるので、この通達の規定のうちこの通達以後に制定された告示・訓令・通達などに反する内容の部分は効力を失ったと考えられる。しかし、国語表記全般に適用される規定を定めた告示や通達に対して公用文の表記を定めたこの通達は特別法にあたると考えることもでき、上記の原則より優先される「特別法は一般法に優先する」という原則によって後に制定された一般法よりも先に制定されていた特別法が優先される。したがって、この通達以後に制定された告示・訓令・通達については「公用文における漢字使用等について（通知）」（昭和56年10月1日内閣閣第138号）のような公用文を適用対象として明記してある通達などがない限り（またはそのような解釈が成り立たない限り）、特別法として制定されているこの通達の規定が優先されるべきであるという解釈が成立する余地もあった。

### 読み替え版
このような状況の中で、1959年（昭和34年）に内閣告示および内閣訓令として「送り仮名の付け方」が制定された際や1973年（昭和48年）に「当用漢字音訓表」および「（改定）送り仮名の付け方」が内閣告示および内閣訓令として制定されたときには、文部省や文化庁名義で編集または監修されている出版物（例えば当時大蔵省印刷局から発行されていた『公用文の書き表し方の基準 資料集』や、現在は「国語研究会」名義で編集されているがかつては文化庁国語課名義で編集されていた『現行の国語表記の基準』などの中で、編者（文部省や文化庁）によって「本通達のうち当然改められることとなる部分について，収録を省略する措置を講じ，注釈を付した」ものが収録されており、後述の「内閣官房による読み替え版」と同様に他の出版物に転載されるなどの形で広まっていた。

### 内閣官房による読み替え版
さらに、常用漢字表が制定された1981年（昭和56年）には、内閣官房によってこの通達について「第1 用語用字について」の「2 用字について」を中心に「本通達のうち当然改められることとなる部分」について、必要な読み替えを行ったり収録を省略するといった措置を講じた上で頭注を付した「読み替え版」が作成された。この「読み替え版」は、文化庁編集の『公用文の書き表し方の基準 資料集』などに収録されて一般に公開されている。現在では通常こちらが流布しているので、この読み替え版による限り、この通達制定後の様々な国語表記関係の告示・訓令などの制定・改正によって生じた内容の不整合のうち、最も問題となる常用漢字関係の告示・訓令などの諸規定との不整合は生じない。
ただし、この「読み替え措置」については、読み替えによって収録が省略された部分の中に現行の内閣告示などの規定と矛盾するとは考えられず収録を省略する意義が認められない記述が含まれているとの指摘もあり、「収録が省略された部分は廃止されたと考えてよいのだろうか」などとその法的性格について疑問を呈されることもあったが文化庁が戦後の国語表記基準の流れをとりまとめた資料「戦後国語施策の流れ」では「一部改正」と付記された上で現在も有効なものとして掲載されている。

## 内容
この通達は、通達の趣旨を説明した「まえがき」に続き、次の各内容を説明したものとなっている。
- 第1 用字用語の通則
- 第2 文体の通則
- 第3 書式や文書の様式に関する通則
- 付録 公用文について用いるべき「送りがな」の通則と用例

第1から第3までには更に詳細な細目が付され、冒頭で「特殊なことばを用いたり，かたくるしいことばを用いることをやめて，日常一般に使われているやさしいことばを用いる。（引用ママ）」のように大原則を冒頭に掲げ、続いて具体例や例外などを掲げている。
各項目には概ね次の内容が記載されている。

### 第1 用字用語について
1 用語について： 主に万人にわかりやすい平易な表現をすることの具体的な内容。
2 用字について： 漢字や仮名の使用方法についての具体例。
3 法令の用語用字について： 法令の場合にはどう表記すべきか。
4 地名の書き表わし方についてどう表記すべきか。
5 人名の書き表わし方についてどう表記すべきか。

### 第2 文体について
1. 公用文は「である」体にすべきであるが、一部についてなるべく「ます」体を用いるべき場合。
2. 文語体ではなく口語体を用いることを原則とする旨とその具体例。
3. 文章はなるべく区切って短くすべきである。
4. 簡潔な論理的な文章にすべき旨とその具体例。
5. 文書には簡潔な標題を付けるべきである旨とその具体例。
6. なるべく箇条書きを使用し、より一般に理解しやすくすべき旨とその具体例。

### 第3 書式や文書の様式に関する通則
1. 左横書きにする。
2. 左横書きによる場合には片仮名を使用しても差し支えない。
3. 左横書きには原則としてアラビア数字を用いるべき旨とその例外。
4. タイプライターでは常用漢字にある漢字だけを用い、公用タイプライターにない漢字（外字や記号などを含む）は手書きすべきこと。
5. 人名や件名の並び順は五十音順とすること。

注
1. 本文の書き出しや段落を改めたときに1字字下げする。
2. 句読点について、「、」ではなく「，」と「。」を使用し、列挙する場合に用いる約物は「・」を使用する。
3. 漢字の繰返しには「々」を用いる（「ヽ」「〃」など繰返し記号は用いない）。
4. 箇条書きの項目順は、横書きの場合は第1→1→(1)→ア→（ア）の順に、縦書きの場合は第一→一→1→（一）→(1)→アの順にすると記載されている。
5. 文書の宛名は官職名だけでよく個人名は省略可能である。

## 有効性
この通達は、2022年（令和4年）1月11日の内閣官房長官による各国務大臣宛ての通知によって廃止されたので、現在は無効である。代わりに、文化庁の国語分科会が決定した「公用文作成の考え方（建議）」（令和4年1月7日）が発効した。
ただし、廃止前からも、この通達は内閣告示・訓令などの形で国が定めたいくつかの一般的な国語表記の基準を前提としていて、そのうちの一つである当用漢字表が廃止されて常用漢字表が制定されるなど、いくつかはこの通達が制定された後に改正や廃止がなされているので、それらとの関係が問題となる。一般的には、この通達の規定は「現在有効な国語表記の基準に反しない限り」有効であると考えられている。
この通達に反したときの罰則規定はなく、作成された文書が無効になったり効力を制限されたりすることもない。そもそも、「原則として」、「なるべく」、「できるだけ」といった形で条件付きで定められている規定も多く、「日常使いなれていることばを用いる」や「口調のよいことばを用いる」といった漠然とした規定も多い。
このほかに、この通達の中には、次のような現状にそぐわないものも含まれている。
- 「文字盤にない漢字を使用する必要があるときには、手書きにする。」（第3「書き方について」の4）といった和文タイプライタの活用を前提とする規定
- 「地名はさしつかえのない限り、かな書きにしてもよい。」（第1の4「地名の書き表し方について」）や「人名はさしつかえのない限り、かな書きにしてもよい。」（第1の5「人名の書き表し方について」）のような当時強く唱えられていた漢字廃止論の影響を受けたと思われる規定
- 「聾学校」を「口話学校」とする（第1の2「用字について」）ような定着しなかった言い換え例

これらの不適切と思われる規定は、書籍などに収録される場合にはその書籍の編集者の判断によって収録が省略されていることもある。文化庁文化部国語課編の『公用文の書き表し方の基準 資料集』においては、「実施後の経過とともに適当でなくなった語例などがあるが、これらには手が加えられていない」と書かれていて、内閣官房が行った以外の収録の省略などの編集は行われていない。

### この通達の現時点での有効性
上記のような経緯から、この通達の現時点での有効性については、解釈に委ねられている面も残されてはいるものの、次の理由によって現時点でもこの通達の規定は「現在有効な国語表記の基準に反しない限り」有効であるとほぼ異論なく受け取られており、現在でも参照すべきものとして数多くの一般の出版物などにも収録されている。
- 明示的な形では廃止もされていず、（読み替え版によって除去された部分を除いて）これと矛盾する法令などが制定されているわけでもないこと。
- この通達の内閣官房による読み替え版が文化庁の公式サイトにおいて現在も有効な国語表記の基準の一つとして掲載されていること。
- 文化庁が戦後の国語表記基準の流れをとりまとめた資料「戦後国語施策の流れ」では現在も有効なものとして「一部改正」と付記された上で掲載されていること[41][42]。
- 『新訂 公用文の書き表し方の基準（資料集）』[43]や『現行の国語表記の基準』[39]といった文部科学省（旧文部省）や文化庁というこの問題を主管する部局が公的名義で編纂または監修をしていて、かつ内容が更新され続けている出版物に今もなおこの通達が収録されていること。
- これ以外にも、内閣官房や内閣法制局名義による国語表記基準関係の出版物にも掲載されていること[44][45]。

### 本来の適用範囲以外への適用
この通達は、役所内部の指示文書であって、官庁に対して公文書を作成するに当たって従うべき基準を定めた通達なので、本来は公文書の場合に有効である。また形式的には内閣が各省庁次官宛てに発出した通達なので、内閣の指揮下にある行政機関だけを拘束するものであり、国会などの立法機関、裁判所などの司法機関、独立行政法人や特殊法人、都道府県や市町村などの地方自治体に対する拘束力はもっていない。
一般の国民に対しては、役所に文書を提出するといった場合も含めて直接の拘束力があるわけではない。しかし、公文書以外でも論旨を明確に伝達することが望ましいとされる企業が業務上作成するビジネス文書（社用文、商用文など）においても従うことが望ましい基準であるとされることが多い。研究機関における適用例もあるなど、公文書に限定しない国語表記の基準の参考資料とされることも多く、一般的な日本語表記のためのガイドブックにこの通達の本文が収録されたり、用字用語辞典に付録の形でこの通達が収録されたり、本文がまとまって掲載されない場合でも個々の項目で参考にされていることが明記されていたりしている。
日本産業規格の規格票では、用字用語は「常用漢字表」、「現代仮名遣い」、「送りがなの付け方」といった内閣告示によるほか、この通達によるとされている。また、JIS Z 8303『帳票の設計基準』においては、帳票の用字および用語関連の一般的な事項はこの通達および「法令における漢字使用等について（通知）」（昭和56年10月1日内閣法制局総発第141号）によるとされている。
マスコミでは、自社の著作物について表記の基準を定めていることがあり、それぞれに独自の規程を含んではいるものの、この通達はそれらに対しても大きな影響を与えている。

### 法令文に対する適用
法令文とは、法令を書き表した文章をいう。法令文は広義の公用文には含まれるものの、文語体・漢字片仮名交じり文や口語体の旧仮名遣いといった古い用字・文体で書かれた法令を一部分だけ改正するときは古い文体を保ったままで改正する（いわゆる「とけ込み方式」）ことになっているなど独自の扱いが必要になる場合も少なくないことから、法令文の取扱いについては、この通達内で「法令の用語用字について」という特別規定があるほか、別途内閣法制局によって定められた下記の通達がある。
- 法令用語改正要領（昭和29年11月26日内閣法制局総発第89号）
- 法令における当用漢字の音訓使用及び送り仮名の付け方について（昭和48年10月3日内閣法制局総発第105号）
- 法令における漢字使用について（昭和56年10月1日内閣法制局総発第141号）
- 法令用語改正要領の一部改正について（昭和56年10月1日内閣法制局総発第142号）

これらの通達によって定められた例外規定の主なものを挙げる。
- 次のものは常用漢字表にない漢字を用いた専門用語等であるが、他にいいかえることばがなく、しかもかなで書くと理解することができないと認められるようなものについては、その漢字をそのまま用いてこれにふりがなをつける[64]。
砒（ひ）素、禁錮（こ）・蛾（が）など、
- 次のものは常用漢字表にあるがかなで書く[65]。
おそれ（虞・恐れ）、かつ（且つ）、したがって（従って（接続詞））、ただし（但し）、ただし書（但書）、ほか（外）、また（又）、よる（因る）

また、これらとは別に明文の規定はないものの、慣習的に「漢字」で記述するか「かな」で記述するかによって意味が変わったり使い分けたりすることとされている次のような語については、それぞれとる意味に従って漢字とかなを使い分けるとされている。
- 「時」と「とき」[66][67]
- 「者」・「物」と「もの」[68][69]

## この通達の実施状況と批判
この通達のさまざまな規定のうち、この通達制定以前から実施されていた「公用文は口語体・漢字ひらがな交じり文による」といったこの通達の基本部分は、文章の口語体化についてこの通達制定前の1950年（昭和25年）に国語審議会によって編集された『国語問題要領』の中で「日本国憲法が公布されてからは官庁の文書も口語に改められるようになった」とすでに過去形で語られているようにおおむね実施されていると言える状況にあるものの、次のような完全には実施されていない規定も一部にある。
- 実施されるまでに時間がかかっている規定
- 部分的にだけ実施されている規定
- 実施されているとは言い難い状況にある規定

下にその主なものについて、批判も併せて詳述する。

### 公用文の左横書き化

#### 前史
公用文の横書き化の動きは1942年（昭和17年）7月17日に国語審議会が日本語の左横書きを定めた「国語ノ横書ニ関スル件」を議決し文部大臣に答申したことに始まる。このときは世論の強い反対が起こったので予定されていた閣議決定は見送られ、実施に移されることもなかった。ただし、このとき強硬に反対されたのは縦書きの中でも欧米的な性格が強いと当時受け取られていた左横書きであって、日本の伝統的な記法であると当時受け取られていた右横書きについては拒否されてはいない。このときは有識者・文化人の中に強硬な反対者が多く、国語改革の中でも漢字制限には協力的であった新聞社も批判的な立場をとっており、東京の毎日新聞は1943年（昭和18年）3月1日から、大阪の毎日新聞は同年7月1日から、また朝日新聞も同年6月1日からそれぞれ左横書の広告の掲載を拒否している。

#### 左横書き化の始まり
本格的に横書き化の動きが始まったのは、1949年（昭和24年）4月5日内閣閣甲第104号「公用文作成の基準について」（次官会議申し合わせ事項）の中で、「一定の猶予期間を定めて，なるべく広い範囲にわたって左横書きとする。」と定められたのが始まりであり、1949年（昭和24年）9月1日に文部省が実施したのを皮切りに、一部の省庁では省庁ごとに期日を定めて文書を横書きに移行してきた。この通達でも「第3 書き方について」の「1」において上記の通達と同様に定められている。公用文の横書き化は公文書改革の中でも特に重要視された点の一つであり、この通達の中で定められているだけでなくこの通達のもとになった「公用文改善の趣旨徹底について」とともに、1951年（昭和26年）10月25日に「公用文の横書きについて」が国語審議会総会で決議され、同30日に「公用文の左横書きについて」として内閣総理大臣に対して建議され、11月1日に次官会議了解、11月2日に閣議供覧となっている。この「公用文の左横書きについて」は、同年5月時点での官庁・地方公共団体・民間諸団体等を対象にした文書の左横書き化の実施状況の調査を行い、それによって得られた次の調査結果を考慮している。
1. すでに全面的に実施している　18.0 ％
2. 一部実施している　　　　　　39.6 ％
3. 全然実施を考慮していない　　14.5 ％

この調査結果によって、横書き化を実施するまでの猶予の期間をせいぜい数か月から1年以内の「縦書き用に印刷されていた用紙を使い切るまで」程度に想定していた立場を変え、「横書き化の実施状況は満足できるものではない」と述べて公用文の左横書き化を一層推進するように定めている。また、この時期文部省では様々な機会を捉えて日本語の横書き化のメリットを訴えている。
これらの文書には、左横書きの利点として次のような点があげられているものの、このような理由が客観的に成立しているとは言い難いとする見方もある。
1. 書きやすい。
2. 書いた後をこすらないですむ。
3. 書き終わった部分が見える。
4. 数字・ローマ字の書き方と一致する。
5. 用紙の節約になる。
6. 綴りこみを統一することができる。
7. 書類を参照するときめくりやすい。
8. 必要な書類を検出しやすい。
9. 読みやすい。

この後も、1964年（昭和39年）9月の臨時行政調査会答申「事務運営の改善に関する意見」、1965年（昭和40年）5月7日閣議決定「行政事務運営の改善について」、1972年（昭和47年）8月26日付け各省庁官房長宛行政管理局長通知、1972年（昭和47年）8月29日の閣議における行政管理局長の発言等において、くり返し「公文書の左横書きを促進するよう」との指示が発出されている。

#### 左横書き化の導入状況
その後各省庁は次々と文書を横書き化していった。1957年（昭和32年）7月1日に建設省が横書き化を実施した時点で、横書き化を実施した中央省庁が半数に達したとされている。
- 1949年（昭和24年）4月: 人事院
- 1949年（昭和24年）6月: 調達庁（防衛施設庁の前身）
- 1949年（昭和24年）9月: 文部省
- 1950年（昭和25年）8月: 文化財保護委員会
- 1950年（昭和25年）11月: 印刷局
- 1951年（昭和26年）4月: 日本国有鉄道（現在のJRグループ各社・日本国有鉄道清算事業団の前身）
- 1951年（昭和26年）12月: 日本電信電話公社（現在の日本電信電話株式会社（NTT）・NTTグループ各社の前身）
- 1952年（昭和27年）1月: 大蔵省、工業技術院、特許庁
- 1952年（昭和27年）4月: 造幣局
- 1952年（昭和27年）7月: 通商産業省、中小企業庁
- 1953年（昭和28年）5月: 公正取引委員会、保安庁（後の防衛庁→防衛省）
- 1953年（昭和28年）9月: 農林省
- 1954年（昭和29年）4月: 経済企画庁
- 1956年（昭和31年）1月: 行政管理庁
- 1956年（昭和31年）5月: 科学技術庁
- 1957年（昭和32年）7月: 建設省、首都圏整備委員会
- 1959年（昭和34年）4月: 運輸省
- 1959年（昭和34年）5月: 外務省
- 1960年（昭和35年）1月: 自治庁、北海道開発庁
- 1960年（昭和35年）4月: 総理府、警察庁[82]
- 1960年（昭和35年）6月: 厚生省（現厚生労働省）[83]

また地方自治体は東京都のように1950年（昭和25年）4月に導入したところもあったものの、多くの地方自治体は、自治庁（後の自治省→総務省）が「文書の左横書きの実施に関する訓令」（1959年（昭和34年）11月21日自治庁訓令第6号）によって1960年（昭和35年）1月1日から文書の左横書き化を実施したのに続いて昭和30年代後半から昭和40年代にかけて次々と公文書の横書き化を実施していった。
- 1957年（昭和32年）12月1日: 大阪府守口市[80]
- 1959年（昭和34年）1月: 大阪府布施市（現東大阪市）[80]、埼玉県毛呂山町[左横 1]、島根県[左横 2]
- 1959年: 東京都武蔵野市[87]、北海道旭川市[左横 3]
- 1960年（昭和35年）1月: 宮城県[86]、石川県[86]、徳島県[86]、埼玉県行田市[左横 4]、岩手県藤沢町[左横 5]
- 1960年: 青森県[86][左横 6]、岩手県[86]、山形県[86]、福島県[86]、茨城県[86][左横 7]、神奈川県[86]、千葉県[86]、新潟県[86]、福井県[86]、長野県[86]、静岡県[86]、兵庫県[86]、鳥取県[86]、岡山県[86]、高知県[86]、福岡県[86]、長崎県[86]、熊本県[86]、大分県[86]、富山県[左横 8]、京都府[左横 9]、群馬県邑楽郡大泉町[左横 10]、富山県下新川郡入善町[左横 11]、静岡県御殿場市[左横 12]、福井県鯖江市[左横 13]、奈良県五條市[左横 14]、奈良県北葛城郡香芝町（現香芝市）[左横 15]、奈良県北葛城郡河合町[左横 16]、島根県隠岐郡西ノ島町[左横 17]、高知県安芸郡東洋町[左横 18]、山形県西置賜郡飯豊町[左横 19]、山形県東村山郡中山町[左横 20]、千葉県長生郡睦沢町[左横 21]、長崎県大村市[左横 22]、福岡県三潴郡大木町[左横 23]、宮崎県[86]、栃木県下都賀郡壬生町[左横 24]、栃木県塩谷郡高根沢町[左横 25]、富山県滑川市[左横 26]、奈良県桜井市[左横 27]、熊本県葦北郡津奈木町[左横 28]、富山県朝日町[左横 29]、奈良県御所市[左横 30]、広島県[左横 31]、京都府舞鶴市[左横 32]、京都府田辺町（現京田辺市）[左横 33]、秋田県大館市[左横 34]、福島県会津若松市[左横 35]、栃木県大田原市[左横 36]、茨城県久慈郡大子町[左横 37]、埼玉県北本市[左横 38]、埼玉県羽生市[左横 39]、埼玉県草加市[左横 40]、埼玉県東松山市[左横 41]、埼玉県北足立郡伊奈町[左横 42]、東京都港区[左横 43]、愛知県瀬戸市[左横 44]、愛知県蒲郡市[左横 45]、愛知県田原市[左横 46]、愛知県愛知郡長久手町（現長久手市）[左横 47]、愛知県知多郡武豊町[左横 48]、大阪府[左横 49]、青森県教育委員会[左横 50]
- 1961年（昭和36年）1月: 青森県北津軽郡板柳町[左横 51]、群馬県沼田市[左横 52]、北海道網走市[左横 53]、高知県宿毛市[左横 54]
- 1961年: 大阪市[左横 55]、北海道虻田郡留寿都村[左横 56]、北海道佐呂間町[左横 57]、北海道厚岸町[左横 58]、北海道上湧別町[左横 59]、北海道栗山町[左横 60]、北海道当麻町[左横 61]、群馬県藤岡市[左横 62]、茨城県北茨城市[左横 63]、群馬県高崎市[左横 64]、大阪府池田市[左横 65]、大阪府泉大津市[左横 66]、大阪府和泉市[左横 67]、大阪府泉佐野市[左横 68]、福岡県古賀市[左横 69]、北海道豊浦町[左横 70]、秋田県雄勝郡羽後町[左横 71]、北海道標津町[左横 72]
- 1962年（昭和37年）: 埼玉県志木市[左横 73]、茨城県神栖市[左横 74]
- 1963年（昭和38年）: 埼玉県南埼玉郡白岡町（現白岡市）[左横 75]
- 1964年（昭和39年）: 静岡県周智郡森町[左横 76]
- 1966年（昭和41年）: 福岡県糸島郡志摩町（現糸島市）[左横 77]、和歌山県[左横 78]、和歌山県西牟婁郡上富田町[左横 79]
- 1967年（昭和42年）: 福島県双葉郡双葉町[左横 80]
- 1969年（昭和44年）: 北海道浦臼町[左横 81]
- 1972年（昭和47年）: 北海道岩見沢市[左横 82]

その後横書き化を導入する動きは一時停滞していたが、1980年代に入ってから国際化の圧力があったり、ワープロ・パソコンの普及によって縦書き文書と比べて横書き文書の作成が容易になったことなどから、それまで公文書の縦書きを維持してきた官庁においても横書きを導入する動きが再度活発になった。1992年（平成4年）6月19日に臨時行政改革推進審議会から出された「国際化対応・国民生活重視の行政改革に関する第三次答申」に基づいて定められた1992年（平成4年）11月30日の各省庁事務連絡会議申し合わせ「行政文書の用紙規格のA判化に係る実施方針について」に基づいて、1993年（平成5年）4月から各省庁で順次実施されはじめた公文書のA4判化の導入と同時に実施した官庁もあった。横書き化の実施時期の遅かった裁判所も、2001年（平成13年）1月1日からはすべての文書で横書きが用いられることとなり、司法試験（論文式）の答案も同年から横書きに変更されている。さらに登記申請書関係についても不動産登記法の2005年（平成17年）3月7日から施行された全面改正（平成16年6月18日法律第123号）に伴い平成16年9月27日付法務省民事2課通達｢登記申請書のA4横書きの標準化について｣ によって2004年（平成16年）11月1日から実施された。
地方自治体においても、法令文（条例、規則など）や表彰状など一部のものを除いて大部分の公文書を横書きにするところが増えてきた。このように、省庁ごと・分野ごとに実施時期にはかなりの差異があるものの、一般の公文書については横書き化はかなり広まってきた。

#### 左横書き化の現状
しかし、法令、法案、および国会での決議と決議案などは未だに縦書きのままであり、横書き化の予定もない（2012年（平成24年）10月現在）（ただし予算については1947年（昭和22年）3月に議院に提出された昭和22年度一般会計予算から、決算についても昭和22年度一般会計予算および特別会計予算から左横書き化されている）。したがって、一般の公文書の横書き化を行った官庁においても全面的な横書き化を実施することができず、縦書きの文書と横書きの文書とが混在してしまっている。ただし、本文は縦書きの法令の中にも、数字を多く含む部分や数式を含む部分を別表などの形で本文から切り分け、その部分だけを横書きにするといったことは古くから行われているほか、様式が法令で定められているときに様式だけを横書き化するように改正されることもしばしば行われるようになってきた。このような本体から切り分けた別表や書式を「告示」などの形で形式的に独立したものにすることもあり、その結果告示については全体が横書きになっているものもすでにいくつかある。
なお、上記のような「原典自体の部分的な横書き化」とは別に、横書きの書籍・雑誌などに原典が縦書きである法令文を横書きにして収録することはしばしば行われている。このようなやり方は、次のような官庁名義の出版物においても見ることができる。
- 『公用文の書き表し方の基準 資料集』[6]では戸籍法や戸籍法施行規則の一部を「原文は縦書き」との注を付した上で横書きにして収録している。
- 会計検査院が毎年1回発行している『会計検査のあらまし』[92]において会計検査院の設置を定めた日本国憲法第90条および会計検査院法を横書きにして収録している。

また、文語体で表記していた時代の法令ではいくつかの事項を各号に列記した場合にそれ以外の部分から列記の部分を参照するときに「左の各号」という縦書きを前提にした書き方をしていたが、法令文が口語体化されて以後には、このような場合に「左の各号」という表記に代えて「次の各号」という縦書きを前提にしない表記をとる事例が増えてきた。これについては法令の横書き化の準備としての意味合いと横書きの文書に法令を引用・転記する場合の利便性を考慮した措置であるとされている。
なお、官報や法令全書は原文が縦書きであるものは縦書きのまま、横書きであるものは横書きのまま収録しているので、現時点ではその大部分が縦書きになっている（ただし官報のうち1981年（昭和56年）に官報への掲載を開始した「政府機関等の一定額以上の調達物品に関する入札公告」だけを掲載するために1994年（平成6年）6月13日に本紙から独立して発行を開始した「官報〈政府調達公告版〉」は掲載内容に沿って全面的に横書きになっている）。

#### 左横書き化に対する批判
日本語の左横書き化については、文部省などがさまざまな機会にそのメリットを強調してきた一方で、国語学者などから「横書き推進は単に日本語の古い伝統を無視したというだけではなく、日本語は縦書きを前提に発達してきた言語なので、横書きを強制することは書く側と読む側のいずれに対しても不便を強いる不合理なものではないか」といった批判もある。文部省が主張して来た左横書き化のさまざまなメリットも、「書きやすい」、「読みやすい」といった慣れの要素が強いものや「綴りこみを統一することができる」といったどちらかに統一するメリットではあっても左横書き化のメリットとは言いがたいものが含まれており、明かな左横書き化のメリットと言えるのは「数字・ローマ字の書き方と一致する」などの横書きの欧文との親和性くらいしかない。一方横書きに対する批判も古くからあり、その内容も、横書きは視力を悪化させ近視を増加させる、横書きの文章は自己中心的なものになるといったさまざまなものがあるが、学問的に検証できない単に個人的な体験や印象を語ったに過ぎないものも多く、縦書きと横書きのいずれが読みやすく書きやすいかについては、ひらがななどの手書き文字の一部に縦書きを前提に発展してきたので縦書きの方が書きやすいといえる文字があるものの、全体としては「『慣れ』の要素が大きい」とする調査結果もあり、横書きの視力悪化問題についても大正時代から様々な調査研究が行われているが、明確な差は認められないとする考え方が有力である。

### 漢字使用
この通達の中には「地名はさしつかえのない限り、かな書きにしてもよい。」（第1の4「地名の書き表し方について」）や「人名はさしつかえのない限り、かな書きにしてもよい。」（第1の5「人名の書き表し方について」）のような当時強く唱えられていた漢字廃止論の影響を受けたと思われる規定がある。
しかし、現在では人名・地名などの固有名詞については正式な表記が漢字である限りは漢字を使用するのが通例なので、これらの規定は事実上機能していないと考えられている。かつて印刷時の手間とコストなどの問題から漢字廃止論や漢字制限論の有力な提唱者であった新聞などのマスコミが、電算写植などの普及に伴ってそのような問題がなくなってからは、それまでとは逆に「人名に正しい（当事者が正しいとしている）表記を用いないことは人権侵害になる」というような、漢字を使用すべきであるという主張をしばしば行うようになっている。
なお、1929年（昭和4年）11月18日に、大審院（現在の最高裁判所）は、当時の名古屋控訴院（現在の名古屋高等裁判所）の判事をつとめていたカナ文字論者であった三宅正太郎が出した「名古屋控訴院」を「ナゴヤ控訴院」などとするなど固有名詞を仮名書きした判決文が無効であるとした上告に対して「判決文は有効である」とする決定を下しており、そのことから判決文だけでなく一般的に公文書の固有名詞を仮名書き（カタカナ書き）にしても、それが何を指しているのかが明らかである限り効力上の問題は生じないとするのが判例であると考えられている。

### 常用漢字への限定
この通達が使用する文字を常用漢字に限定していることによって、常用漢字以外の使用は制限されている。
しかし、実際には常用漢字以外の文字の使用も必要であることから、表外漢字字体表が検討されたり、常用漢字を増やすことなどにつながっている。

### 横書き用読点「，」
「第3 書き方について」の注で、公用文を横書きするときに、読点として「，」（コンマ）を使用すると定める。

#### くぎり符号の使ひ方（句読法）（案）
もともと横書き用読点を「，」とすることはカナモジカイがかなによる横書き用の符号を整備する中で始めたことである。さらに、公的方針の中で横書き用読点を「，」とすることは、1906年（明治39年）に文部省大臣官房調査課が文語体文用に定めた「句読法」（案）を口語文用に作り変える形で作成され、1946年（昭和21年）3月に当時の文部省教科書局調査課国語調査室によって発表された「くぎり符号の使ひ方（句読法）」（案）の「主として横書きに用ひるもの」中で「テンの代わりにコンマを用ひる」と定められたのが始まりである。この「くぎり符号の使ひ方（句読法）」（案）は、「くりかへし符号の使ひ方（をどり字法）」（案）・「送りがなの付け方」（案）・「外国の地名・人名の書き方」（案）とともに発表され、あくまで「案」であって正式決定された方針ではないという位置づけではあったものの、「文部省刊行物の表記の基準を示すために編集」された『国語の書き表し方』など、さまざまな出版物に収録されて広く周知された。この後、「送りがなの付け方」（案）は内閣告示・訓令となり、「外国の地名・人名の書き方」（案）は「外来語の表記」に取り入れられるなどして内閣告示・訓令となったのに対して、「くぎり符号の使ひ方（句読法）」（案）と「くりかへし符号の使ひ方（をどり字法）」（案）は正式決定になることなく案のままにとどまっている。しかし、これら二つの案は「公用文や学校教育その他でも参考にされることが多い」としてさまざまな資料に収録されていて、案であるとの注記もなくそのまま横書き用句読点の書き方についての規則の説明の根拠にされていることもある。

#### 実施状況
しかし、「今日までこのルールはほとんど無視されてきた」とすら言われており、文部科学省の会議においても「，」が「学習指導要領における表記」であるが、「この表記自体に強制力はない」ので「、」が「一般に使用されている表記」になっているとの認識を示す発言がある。九州大学において渡部善隆が1994年（平成6年）現在で白書をはじめとする公的出版物などに対して行った調査によれば、次のとおり「，」を使用しているものが少数派である。
「，」を使用しているもの通産白書（通産省）、観光白書（総理府）、交通安全白書（総務庁）、青少年白書（総務庁）、厚生白書（厚生省）、全国市町村要覧（自治省）
「、」を使用しているもの運輸白書（運輸省）、科学技術白書（科学技術庁）、環境白書（環境庁）、原子力白書（原子力委員会）、建設白書（建設省）、労働白書（労働省）、経済白書（経済企画庁）、外交青書（外務省）、行政機構図（総務庁）、ハングル資料調査報告（学術情報センター）、政府刊行物月報（政府刊行物普及協議会）、運転免許証（公安委員会）、文部省共済組合員証、日本国旅券（外務省）、郵便貯金総合通帳（郵政省）、官報
このように横書きの場合でも読点には「、」を使用し、「，」は数字の区切りだけに使うとするなど独自の規定を定めている省庁も多く。中でも（旧）自治省の大臣官房文書課が公用文を作成する際の手引書として作成した『常用漢字表による公用文作成の手引』の「第11章 記号の用い方について」においては、「句読点については『。』（まる）、『、』（てん）及び『，』（コンマ）を用いる」として、どちらも正しいようにするというこの通達とは若干異なった内容を定めているので、地方自治体ではそれに従っていることが多い。自治体職員向けに書かれた公用文作成のためのガイドブック類では、「読点を『、』であるとした上で、横書きの場合にはコンマを使ってもよい」と説明したものや、「縦書きの文章には『，』は用いない」とだけ説明しているもの、横書きの場合にも「読点は『、』である」とだけ示して読点としての「，」に全く触れないものなどもある。

### 言い換え例
この通達の中ではさまざまな規則ごとに、数多くの言い換え例が挙げられている。
しかし、挙げられている言い換え例の中にほとんど実施されていない、または実施例はあるものの定着しているとは言い難いものが少なからず含まれているとの指摘がある。
例：　堅持する → かたく守る　　協調する → 歩調を合わせる　　漏洩する → 漏らす

### 人名・件名の並べ方
この通達では「第3 書き方について 」の5において、人名や件名の並び順は五十音順に並べるようにとされている。しかし、実際の公用文においては、人名や件名を並べる場合、この通達で定められている「五十音順に並べる」やり方のほか、次のようなさまざまな並べ方があり、状況に応じて使い分けられている。
- 人名を列挙するとき、官職などを基準に高い地位にある者から並べたり、先任者や年長者から並べる（いわゆる「建制順」または「権勢順」と呼ばれる順序）。
- 件名を列挙するとき、申請日時や許認可日時など、案件の発生日時や案件が終了した日時などの特定の日時を基準にして、古いものまたは新しいものから順に並べる。
- 最も重要と思われる事項からはじめて順次より重要でないと思われる事項を並べる。
- 都道府県名を列挙するとき、北海道を先頭にして順次地理的に北から南にいくように並べ、最後に沖縄県がくるようにする（「都道府県コード順」または「北南順」と呼ばれる順序）。
- 列挙された人名や件名に外国人の人名や海外の地名などカタカナ表記の人名や件名が多く含まれる場合や、外国や国際機関が作成した文書と整合性をとる必要性が高い場合には、それぞれの項目を原語または英字で表記したものをアルファベット順に並べる。

この通達でのこの規定は、文言上は人名や件名を並べる場合には無条件にすべて五十音順にすべきであるということになっているので、この規定はあまり守られているとは言えない。ただし、一般的にはこの規定は人名や件名を並べる場合に、中世以来の日本語の公文書を含むさまざまな文書で広く行われてきたいろは順を使用するのをやめて五十音順にすべきという趣旨であると考えられていて、現在ではいろは順が公用文において使用されることはほとんどなくなったことから、その限りではこの規定はよく守られていると言える。

### 箇条書きの階層
箇条書きの階層は、この通達では縦書きの場合と横書きの場合について、例がそれぞれ一つずつ挙げられているだけであって、そもそもどのような規則によるべきなのかという記述が存在しない。したがって、ある公文書の箇条書きが、この通達の意図に適合しているのか否かが明確ではない。実際に、例示されたような体系から外れた書き方をとっていると考えられる公文書も少なくない。その例を挙げる。
- 最上位の階層は、縦書きの場合は「第一」、横書きの場合は「第1」であるとされている。しかし、小規模の文書の場合には、この通達では2番目の階層において使用するとされている「一」または「1」を最上位の項目に使用していることが多い。
- 横書きの文書の場合に「第1」ではなく西洋式の節記号「§」を用いている例があった[119]。
- 片仮名による項目順は、例示が「ア、イ、ウ」となっていることから、いろは順ではなく五十音順によるべき旨を定めていると考えられる。しかし、そうなっていないものもある[120]。
- 下位の階層で、この通達で例に挙げられている「ア、イ、ウ」ではなく、英字の「a、b、c」を使用している例がある。
- 日本産業規格は、この通達で定められている階層を無視して、「1.1.1.1」というように全て単純な数字をピリオドでつなげることによって階層を構成している[121]。これは、国際標準化機構（ISO）・国際電気標準会議（IEC）の規格票の書き方[122]に倣ったものである。日本産業規格と国際規格の箇条番号の体系が異なると、両者を対照する場合や、国際規格を翻訳して日本産業規格としたり、日本産業規格を国際規格として提案したりする場合に極めて不便になる。

## 関連する内閣告示・通達など
この通達の内容は、この通達の制定以後のさまざまな内閣告示・訓令・通達などによって、実質的に改められている部分がある。この通達に関連する告示・訓令・通達・国語審議会答申などとして、文化庁文化部国語課が編集した書籍である『新訂 公用文の書き表し方の基準（資料集）』（過去の版を含む）には下記のものが収録されている。ただし、※印のものは廃止された等の理由で最新版には収録されていない。
- 内閣告示
  - 外来語の表記（平成3年6月28日内閣告示第2号）
  - 現代仮名遣い（昭和61年7月1日内閣告示第1号）
←現代かなづかい（昭和21年11月16日内閣告示第33号）　※
  - 常用漢字表（平成22年11月30日内閣告示第2号）
←常用漢字表（昭和56年10月1日内閣告示第1号）　※
←当用漢字（昭和21年11月16日内閣告示第32号）　※
←当用漢字字体表（昭和24年4月28日内閣告示第1号）　※
←当用漢字音訓表（昭和48年6月16日内閣告示第1号）　※
←当用漢字音訓表（昭和23年2月16日内閣告示第2号）　※
  - 送り仮名の付け方（昭和48年6月18日内閣告示第2号）
←送り仮名の付け方（昭和34年7月11日内閣告示第1号）　※
  - ローマ字のつづり方（昭和29年12月9日内閣告示第1号）
- 内閣訓令
  - 「外来語の表記」の実施について（平成3年6月28日内閣訓令第1号）
  - 「現代仮名遣い」の実施について（昭和61年7月1日内閣訓令第1号）
←「現代かなづかい」の実施について（昭和21年11月16日内閣訓令第8号）　※
  - 公用文における漢字使用等について（平成22年11月30日内閣訓令第1号）
←「常用漢字表」の実施について（昭和56年10月1日内閣訓令第1号）　※
←「当用漢字」の実施について（昭和21年11月16日内閣訓令第7号）　※
←「当用漢字字体表」の実施について（昭和24年4月28日内閣訓令第1号）　※
←「当用漢字音訓表」の実施について（昭和48年6月16日内閣訓令第1号）　※
←「当用漢字音訓表」の実施について（昭和23年2月16日内閣訓令第2号）　※
  - 「送り仮名の付け方」の実施について（昭和48年6月18日内閣訓令第2号）
  - 「ローマ字のつづり方」の実施について（昭和29年12月9日内閣訓令第1号）
- 通達など
  - 公用文における漢字使用等について（昭和56年10月1日事務次官等会議申し合わせ）
  - 公用文における漢字使用等について（通知）（昭和56年10月1日内閣閣第138号）
  - 公用文における漢字使用等についての具体的な取扱い方針（昭和56年10月1日内閣閣第150号、庁文国第19号）
  - 公用文作成の要領（昭和27年4月4日内閣閣甲第16号内閣官房長官依命通知）- この通達
  - 法令における漢字使用等について（通知）（昭和56年10月1日内閣法制局総発第141号）
  - 法令用語改善の実施要領（昭和29年11月25日法制局総発第89号）
  - 外国語・外来語の取扱い及び姓名のローマ字表記について（平成12年12月26日庁文国第44号）
  - 法令における拗音及び促音に用いる「や・ゆ・よ・つ」の表記について（通知）（昭和63年7月20日内閣法制局総発第125号）　※
- 国語審議会答申など
  - 「外来語の表記」前文（平成3年2月7日国語審議会答申）
  - 「改定現代仮名遣い」前文（昭和61年3月6日国語審議会答申）
  - 「常用漢字表」前文（昭和56年3月23日国語審議会答申）
  - 「改定送り仮名のつけ方」前文（昭和47年6月28日国語審議会答申）
  - 「表外漢字字体表」前文（平成12年12月8日国語審議会答申）
  - 同音の漢字による書き換え（昭和31年7月5日国語審議会報告）
  - 異字同訓の漢字の用法（昭和47年6月28日国語審議会参考資料）
- 文部省語例集
  - 文部省用字用語例（昭和56年12月）
  - 文部省公用文送り仮名用例集（昭和56年12月）

### 公用文の書き表し方の基準 資料集
『公用文の書き表し方の基準 資料集』とは、国語表記全般に関連する告示・訓令・通達のほか国語審議会の答申なども収録している書籍であり、国の中で国語表記に関する事項を取り扱う部署である文化庁文化部国語課が編纂している。文部省（現文部科学省）および文化庁は、この通達を広く周知させるためにさまざまな出版物を刊行してきており、この通達を含めた公用文関連の告示・訓令・通達・国語審議会答申などの存在および内容を容易に知ることができるようになっている。それらの中で現在その中心となっているのが同書である。同書の表題は、『公用文の書き表し方の基準 資料集』となっているが、戸籍法および同法施行規則（法務省令）といった国語政策には関連するものの公用文の表記に直接関連するとは言い難い人名漢字に関する法令なども収録している。
同書は、もともとは、この通達制定後しばらく経過した1954年（昭和29年）に（旧）文部省が1950年（昭和25年）12月から昭和40年代にかけて「国語の改善と国語教育の進行に関する施策を普及徹底する」ことを目的として刊行していた『国語シリーズ』の中の「基礎資料を収集すること」を目的としていた資料編の最初の1冊として刊行された『公用文の書き方 資料集』が起源である。その後この書籍は、公用文の表記に関わるさまざまな法令・告示・訓令・通達などの制定改正に伴って内容を改めながら、次の版が刊行されてきた。
- 1954年（昭和29年） 初版
- 1957年（昭和32年） 改訂版
- 1960年（昭和35年） 三訂版
- 1964年（昭和39年） 四訂版

その後1974年（昭和49年）に「改訂当用漢字音訓表」および「改訂送り仮名の付け方」の制定を受けて、判型も含めて大幅に内容を改めた『公用文の書き表し方の基準 資料集』として大蔵省印刷局から刊行された。同書はその後もそれまでと同様に国語表記に関連する法令・告示・訓令・通達などの制定や改正を受けて、次の版が刊行されてきた。
- 1974年（昭和49年） 初版
- 1976年（昭和51年） 増補版
- 1978年（昭和53年） 増補・改定版
- 1982年（昭和57年） 第2版（前年の「常用漢字」等の制定を受けたもの。これ以後の発行者は第一法規出版。）
- 1984年（昭和59年） 第3版
- 1986年（昭和61年） 改訂版（「改訂現代仮名遣い」の制定を受けたもの）
- 1991年（平成 3年） 増補版（「外来語の表記」の制定を受けたもの）
- 2001年（平成13年） 増補2版（「表外漢字字体表」の制定を受けたもの。）
- 2011年（平成23年） 新訂版（新常用漢字表の制定を受けたもの。この新訂版が2021年（令和3年）5月現在の最新版である。）

なお、文部省や文化庁の編集として刊行された出版物にこの通達が収録されることは、同書以外にもいくつか例がある。例えば、ぎょうせい（旧帝国地方行政学会）から文化庁の編集として出版されている『現行の国語表記の基準』には次の版があり、そのいずれの版にもこの通達は収録されている。
- 1967年（昭和42年） 初版
- 1974年（昭和49年） 改訂版
- 1982年（昭和57年）および1986年（昭和61年） 新編
- 1990年（平成 2年） 新版
- 1996年（平成 8年） 第5次改訂版
- 2001年（平成13年） 第6次改訂版（「表外漢字字体表」の制定を受けたもの。この版だけ国語研究会名義）

## 各官庁・自治体における公用文の書き表し方の基準
各官庁や地方自治体は、この通達をそのまま実施するか、この通達を元に独自に定めた通達などを制定している。それぞれの官庁や地方自治体において独自に定めた諸基準文書だけを資料として作成したり、内閣告示・訓令やその他の通達などの関連する諸文書を併せて書籍形態の執務参考資料を作成していることも多い。これらの書籍の中には一般向けに市販されているものもある。
- 自治大臣官房文書課 編『常用漢字表による公用文作成の手引』第一法規出版、1992年2月。[112]
- 日本郵政公社公文書研究会 編『公文書作成の手引』東京官書普及、2005年3月。[111]
- 警察庁長官官房企画課 編著『文書法令作成事務提要』東京法令出版、1984年3月。[110]

## 関連ソフトウエア

### 公用文表記辞書 for ATOK
「公用文表記辞書 for ATOK」とは、ジャストシステムが出版社の「ぎょうせい」と共同開発したソフトウエアであり、公用文作成の表記基準である内閣告示・訓令などをまとめ、定められた表記基準に従った文書の作成が容易になるような日本語IME『ATOK』用の専門用語変換辞書である。内閣告示・訓令等の解釈についてぎょうせい発行の『例解辞典』に準拠している。最初の版は2004年10月22日発売。現在はWindows用ATOK版とMac用ATOK版がある。
- 漢字とひらがなの使い分け（常用漢字表外の表記や読み）
- 送り仮名
- 平易な表現への言い換えるべき単語

上記などについて、公用文作成の表記基準にもとづいて入力作業中にリアルタイムで問題点を指摘し、かつ同じ意味で表記基準に適合する言葉が表示されるようになっている。
なお、ATOKにはこれと同様に一定の表記基準に従った文書の作成を支援する専門辞書として共同通信社が定めた表記基準に適合させるための「共同通信社 記者ハンドブック辞書 第14版 for ATOK」やNHKが定めた表記基準に適合させるための「NHK 漢字表記辞書2015 for ATOK」がある。